# Asplenium acostae
Asplenium acostae là một loài dương xỉ trong họ Aspleniaceae. Loài này được M.T.Murillo mô tả khoa học đầu tiên năm 1982.
Danh pháp khoa học của loài này chưa được làm sáng tỏ. 